# Geometry Engine Open Source
Die Geometry Engine Open Source (GEOS) ist eine freie Programmbibliothek in C++ zur Handhabung von zwei- und 2,5-dimensionalen Geometrien und ist eine Portierung der in Java programmierten JTS Topology Suite.
Die Bibliothek findet Verwendung in PostGIS, im Python-Programmierpaket Shapely und in der Python Cartographic Library (PCL).